# 東京理科大学神楽坂キャンパス

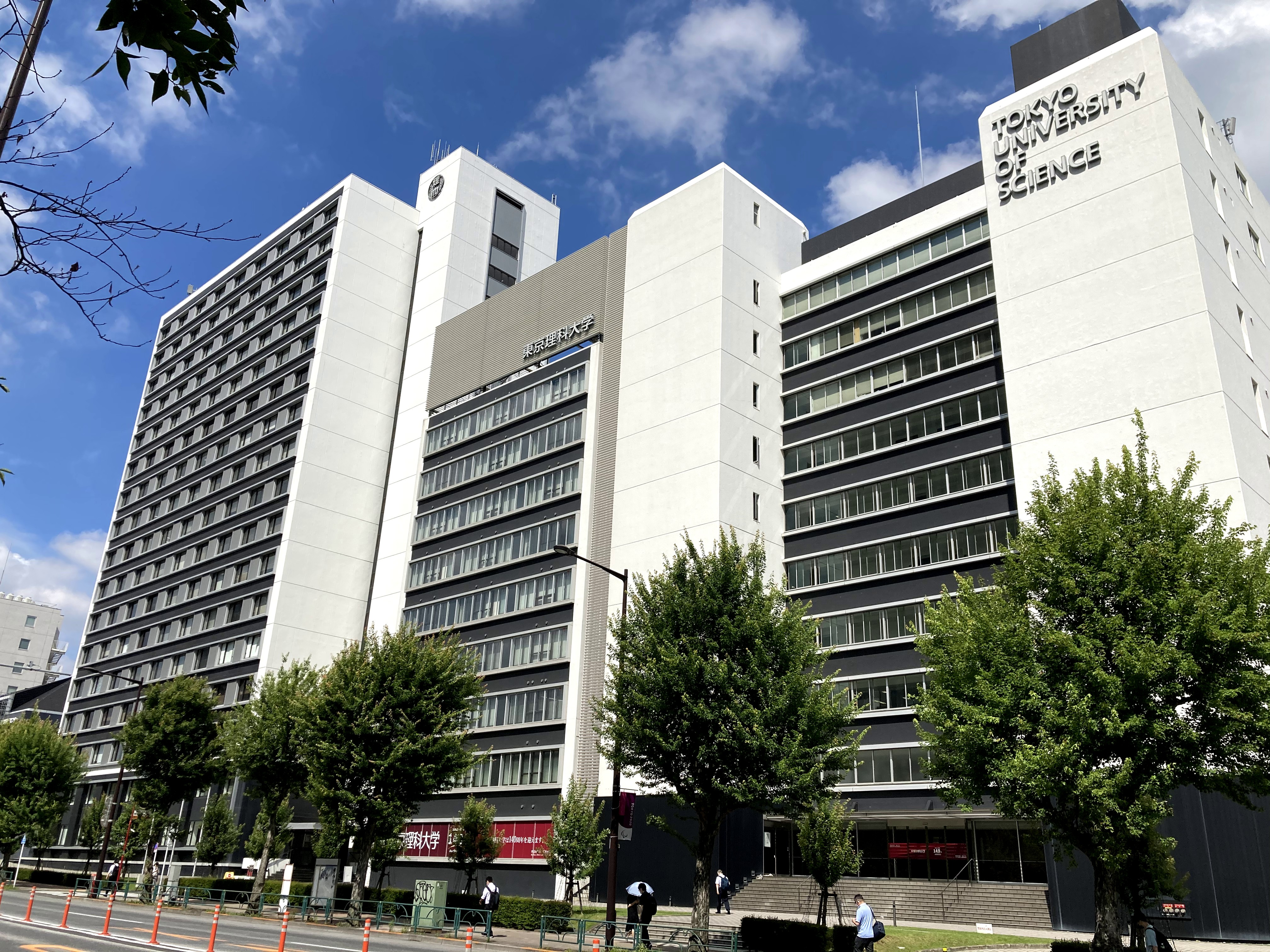
神楽坂キャンパス神楽坂校舎

東京理科大学 神楽坂キャンパス（とうきょうりかだいがく かぐらざかキャンパス）は、東京理科大学のキャンパスの一つであり、同大学の本部が設置されている。東京都新宿区、千代田区に所在する。

## 概要
東京理科大学のメインキャンパスであり、神楽坂校舎と富士見校舎から構成される。東京の中心部に位置し、同大学のキャンパスの中でも「サイエンスキャンパス」として整備されている。

## 沿革
東京理科大学の前身である東京物理学校（東京物理学講習所）は麹町区飯田町に開校して以来、神田区錦町、本郷区元町、神田区今川小路（現：神田神保町三丁目）、九段下牛ケ淵、神田区駿河台淡路町、神田小川町、と校舎を転々としていたが、1906年（明治39年）7月に神楽坂二丁目24番地に、木造新校舎を竣工し、これが現在の神楽坂キャンパスの元となっている。これは長らく「神楽坂校舎」と呼ばれたが、2004年（平成16年）7月に九段校舎を設置したことを受け、神楽坂地区が2校舎体制になるため「神楽坂キャンパス」と改称した。

## 神楽坂校舎

### 設置組織
- 学部：理学部第一部（応用物理学科を除く）、理学部第二部、工学部（建築学科夜間主社会人コース）、神楽坂キャンパス教養部
- 専攻科：理学専攻科
- 研究科：理学研究科（応用物理学専攻を除く）、総合化学研究科、科学教育研究科、国際火災科学研究科、イノベーション研究科
- 専門職大学院：経営学研究科（技術経営専攻）
- 附属施設：大学本部、近代科学資料館、神楽坂図書館、数学体験館、森戸記念館、ナノサイエンス・テクノロジー研究センター

### 所在地・交通
- 〒162-8601 東京都新宿区神楽坂1-3
- 敷地面積：18,479㎡
- 飯田橋駅から徒歩5分

### 環境
1号館 - 3号館、6号館 - 9号館、13号館は新宿区神楽坂に、5号館、11号館は新宿区市谷船河原町に、10号館は新宿区市谷田町に、近代科学資料館は新宿区若宮町に位置している。10号館は飯田橋駅と市ケ谷駅のほぼ中間に位置し、法政大学のボアソナードタワーが外濠の橋を渡った目の前にある。
2004年から2013年の間は都市基盤整備公団旧本社を取得したことに伴い、神楽坂キャンパスは九段校舎との2校舎体制となっていた。
2003年4月に薬学部が野田キャンパスに移転し、その校舎跡地に5号館を新設したのを皮切りに、神楽坂キャンパスの新たな整備計画がスタートした。当初は2006年4月 - 9月に2号館・3号館・7号館・8号館・9号館を解体し、その後、その跡地に「新2号館」を建設する予定であった。しかし、所在地である新宿区が2006年3月31日に施行した「建築物の絶対高さ制限規定」によって、制限を大幅に越える「新2号館」の建設計画は不可能になった。計画開始から2年半ほど経った2008年9月の時点でも、建設工事は9号館の一部を解体したままになっていた。この予期せぬ再建設計画の大幅な遅れは、学生や地元の神楽坂商店街に深刻な影響を与えた。東京理科大学は新たな打開策として、新2号館・学生会館の建設計画を大幅に見直すことにした。一方、同じ頃、葛飾区は2006年から大学誘致事業を実施し、その誘致大学の候補として順天堂大学が有力視されていたが、葛飾区と順天堂大学の間で条件が折り合わず、交渉は難航していた。そこで、東京理科大学は、急遽、その葛飾区の大学誘致事業に応募し、2009年、タイミングよく東京理科大学がその誘致大学に選定された。その後、東京理科大学は葛飾区金町の三菱製紙株式会社中川工場跡地の土地を取得し、新キャンパス「葛飾キャンパス」の建設をスタートした。
- 1号館：神楽坂図書館（9〜11階）、記念講堂（17階）
- 2号館
- 3号館
- 5号館：化学系研究棟、体育館（地下3階）、
- 6号館：物理系実験室（3階）
- 7号館：医療薬学教育支援研究センター（7階）
- 8号館：食堂（1、2階）
- 9号館：学生支援部（1、2階）、教務部（3階）、人事部（4階）、管財部（5階）、財務部（6階）、会議室（7階）、総務部（11階）
- 10号館：化学・生物系実験室（1〜4階）、食堂（1階）
  - 別館
  - 別館2
- 11号館：ターミナル室（1階）
  - 別館
- 12号館：研究室・学生寮・教員宿舎
- 13号館：森戸記念館
- 双葉ビル：入試センター（1階）
- 近代科学資料館
- PORTA神楽坂：経営学研究科技術経営専攻（4、5階）
- 飯田橋セントラルプラザ：オープンカレッジ（2階)

## 富士見校舎

### 設置組織
- 学部：経営学部
- 研究科：経営学研究科
- 附属施設：富士見図書室

### 所在地・交通
- 〒102-0071 東京都千代田区富士見1-11-2
- 九段下駅から徒歩8分
- 飯田橋駅から徒歩10分

### 環境
以前日本化薬本社があった「東京富士見ビル」（飯野海運所有）を全面賃借し、2015年に改修した上で使用を開始した。東京理科大学経営学部は教養科目は神楽坂校舎を使用し、専門科目については富士見校舎を使用する。経営学部の研究室および階段教室、図書室、食堂などを併設。
なお2006年から2011年にかけて、「研究社富士見ビル」（富士見2-11-3）を賃借して富士見校舎と称していたことがある。専門職大学院である総合科学技術経営研究科技術経営専攻が使用していたが、PORTA神楽坂の落成に伴い移転した。

## 九段校舎

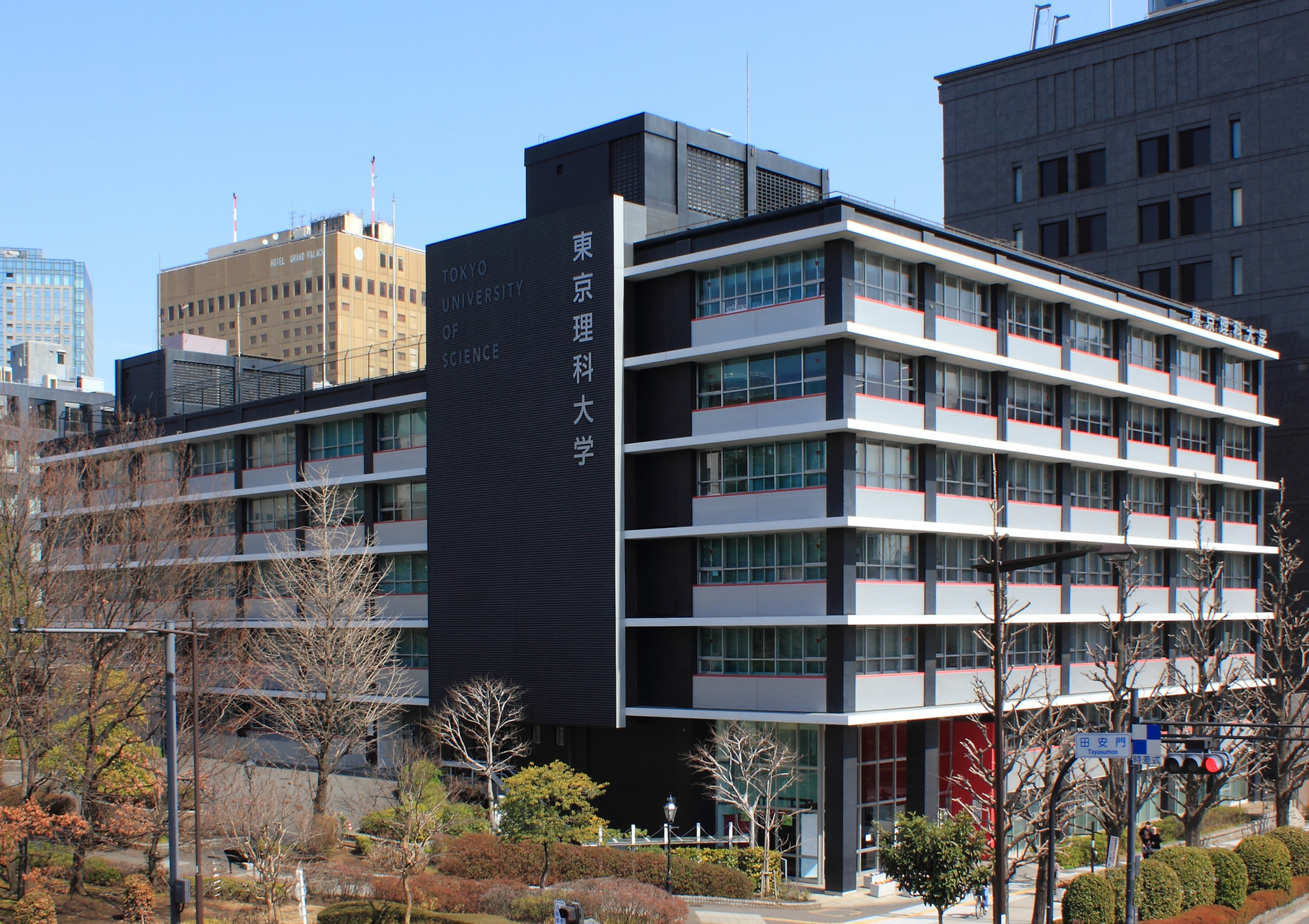
神楽坂キャンパス九段校舎

### 設置組織
- 学部：工学部（工業化学科を除く）・工学部第二部（2004年 - 2012年 ）
- 研究科：工学研究科（工業化学専攻を除く）（2004年 - 2012年 ）
- 附属施設：なし

### 所在地・交通
- 〒102-0073 東京都千代田区九段北1-14-6
- 九段下駅から徒歩1分

### 環境
2004年7月、九段にある旧都市基盤整備公団の土地・建物を取得し設置された。2012年3月末、工学部の葛飾キャンパス移転につき、閉鎖。